# Saint-Julien-du-Verdon
Saint-Julien-du-Verdon település Franciaországban, Alpes-de-Haute-Provence megyében. Lakosainak száma 176 fő (2022. január 1.). Saint-Julien-du-Verdon Angles, Castellane, Demandolx, Saint-André-les-Alpes és Vergons községekkel határos.

## Népesség
A település népessége az elmúlt években az alábbi módon változott:
| Lakosok száma | 64   | 67   | 94   | 134  | 156  | 150  | 144  | 142  | 153  | 176  |
|               | 1968 | 1982 | 1990 | 2006 | 2013 | 2015 | 2017 | 2019 | 2020 | 2022 |